# Баден-Виртемберг
Баден-Виртемберг (скраћеница BW) је немачка држава (покрајина) која се налази на југозападу земље. Главни град савезне покрајине је Штутгарт.
Са површином од 35.750 km² и 10,7 милиона становника, Баден-Виртемберг је трећа и по површини и по броју становника међу шеснаест немачких држава.
Географски обухвата регије Баден и Виртемберг. Историјски, на овој територији су постојали: Велико војводство Баден, Краљевина Виртемберг и пруска територија Хоенцолерн. Данашња савезна држава је формирана 1952. спајањем савезничких окупационих зона: Виртемберг-Баден, Баден и Виртемберг-Хоенцолерн. 

## Географија
Баден-Виртемберг се граничи са Швајцарском на југу, Француском на западу, и немачким државама Рајна-Палатинат, Хесе и Баварска.
Највећи градови су: Штутгарт, Манхајм, Карлсруе, Фрајбург, Хајделберг, Хајлброн, Улм, Тибинген, Пфорцхајм и Ројтлинген.
Река Рајна чини западну, као и велики део јужне границе. Источно од Рајне је планина Шварцвалд (Црна шума) где извире река Дунав. На југоистоку је Боденско језеро.

## Економија
Баден-Виртемберг је један од економски најјачих и најконкурентнијих региона у Европи. Баден-Виртемберг се сматра најиновативнијим регионом у Европској унији, посебно у областима индустријске високе технологије и истраживања и развоја. Снага истраживања се огледа у издацима за истраживање и развој, који су у 2005. години износили 4,2 % бруто домаћег производа, што је највећа вредност међу регионима ЕУ (НУТС 1).
У Баден-Виртембергу се налазе седишта неких од најважнијих произвођача из Немачке: Daimler AG, Porsche, Bosch, Lidl, Schwarz-Gruppe, итд.

## Највећи градови
| Штутгарт Манхајм | 1.  | Штутгарт          | 613.392 | Карлсруе Фрајбург |
| Штутгарт Манхајм | 2.  | Манхајм           | 314.931 | Карлсруе Фрајбург |
| Штутгарт Манхајм | 3.  | Карлсруе          | 297.488 | Карлсруе Фрајбург |
| Штутгарт Манхајм | 4.  | Фрајбург          | 229.144 | Карлсруе Фрајбург |
| Штутгарт Манхајм | 5.  | Хајделберг        | 149.633 | Карлсруе Фрајбург |
| Штутгарт Манхајм | 6.  | Хајлброн          | 124.257 | Карлсруе Фрајбург |
| Штутгарт Манхајм | 7.  | Улм               | 123.672 | Карлсруе Фрајбург |
| Штутгарт Манхајм | 8.  | Пфорцхајм         | 120.709 | Карлсруе Фрајбург |
| Штутгарт Манхајм | 9.  | Ројтлинген        | 112.735 | Карлсруе Фрајбург |
| Штутгарт Манхајм | 10. | Еслинген ам Некар | 92.629  | Карлсруе Фрајбург |